# Orlogsgast
En orlogsgast (ældre dansk betegnelse marinesoldat) er en menig i søværnet. ((plattysk):orloch- for 'krigs-' eller 'strids-', gast for 'gæst'; betydningen 'gæst på et krigsskib' hentyder til, at mange søfolk blev shanghajet.) Orlogsgast kan udspecificeres til radiogast, torpedogast, minegast, gummibådsgast, messegast, sanitetsgast osv. Nedsættende udtryk fra de andre værn som 'svabergast' eller fra civile såsom 'sviregast' findes også.
De menige i søværnet inddeles i følgende kategorier: Værnepligtig, der er taget til pligtig tjeneste samt de fire grader af frivillige menige: Marineelev, Marinekonstabel, Marineoverkonstabel og Marinespecialist. Disse betegnes under et som konstabelgruppen.